# Ministrers del Sabre
Ministrers del Sabre és un grup de música tradicional catalana nascut l'any 2005 amb la voluntat d'acompanyar musicalment els gegants de Sant Simó de Mataró amb una formació de cobla de ministrers. Ha actuat en diferents formacions però sobretot com a cobla de ministrers i com a grup de ball folk. Ha participat a festivals d'arreu de Catalunya i Europa com Festival Folk Internacional Tradicionàrius.